# Politique étrangère du Honduras
La politique étrangère du Honduras désigne l’ensemble des relations internationales de la république du Honduras  depuis son indépendance du royaume d'Espagne reconnue en 1821. Le Honduras est membre des Nations unies.

## Relations avec l'Amérique

### Relations avec l'Amérique du Sud

#### Relations avec le Guatemala
Au nord, le Honduras partage avec le Guatemala une frontière terrestre de 256 km. Elle s’étend sur un axe nord-est sud-ouest, partant du golfe du Honduras, dans la mer des Caraïbes à l’embouchure de la Motagua, un fleuve qui prend sa source au Guatemala et qui va marquer la frontière entre les deux pays pendant quelques kilomètres.

#### Relations avec le Salvador
À l'ouest, le Honduras partage avec le Salvador une frontière terrestre de 256 km délimitée par le río Goascorán.
En juillet 1969, le Honduras et le Salvador se mènent une guerre nommée « guerre de Cent Heures » déclenchée en raison d'un différend frontalier, et amplifiée par des altercations au cours d'un match de football entre les deux sélections nationales.

#### Relations avec le Nicaragua
Au sud, le Honduras partage avec le Nicaragua une frontière terrestre de 342 km qui débute sur le golfe de Fonseca à l'ouest et suit une direction nord-est, puis est jusqu'à la mer des Caraïbes, s'achevant sur le Cabo Gracias a Dios.

### Relations avec l'Amérique du Nord

#### Relations avec les États-Unis
Le Honduras est l'un des principaux pays d'origine de l'immigration clandestine à destination des États-Unis.
En février 2019, le Secrétaire d'État des États-Unis Mike Pompeo se rend au Honduras.
En février 2022, les États-Unis demandent au Honduras l'extradition de l'ex-président Juan Orlando Hernandez soupçonné de trafic de drogue. En décembre de la même année, la présidente hondurienne Xiomara Castro se rend à New York afin de sceller l'installation d'un commission internationale de lutte contre la corruption dans son pays.

## Relations avec l'Asie

### Relations avec l'Asie Pacifique

#### Relations avec la république populaire de Chine
Le 26 mars 2023, le Honduras et la république populaire de Chine officialisent leurs relations diplomatiques.

#### Relations avec la république de Chine
Le 26 mars 2023, en conséquence de l'officialisation de ses relations avec la république populaire de Chine, le Honduras rompt ses relations avec la république de Chine.

### Relations avec le Moyen-Orient

#### Relations avec Israël
En janvier 2020, le président du Honduras, Juan Orlando Hernandez, annonce le transfert de l'ambassade de son pays à Jérusalem, faisant de son pays le troisième à prendre cette décision, après les États-Unis et le Guatemala.
Un an plus tard, le Honduras fait partie des pays vers lesquels Israël expédie une partie de ses stocks de vaccins contre le Covid-19.
Le Honduras ouvre officiellement son ambassade à Jérusalem le 24 juin 2021, inaugurée par le président hondurien Juan Orlando Hernandez en personne et le nouveau Premier ministre israélien Naftali Bennett, qui a succédé dix jours auparavant à Benyamin Netanyahou.

#### Relations avec le Liban
En janvier 2020, le Honduras désigne le Hezbollah, une organisation politique et paramilitaire libanaise, comme une organisation terroriste.